# Lago Kleinpritzer
El lago Kleinpritzer (en alemán: Kleinpritzersee) es un lago situado en el distrito de Ludwigslust-Parchim, en el estado de Mecklemburgo-Pomerania Occidental (Alemania), a una altitud de 36.6 metros; tiene un área de 242 hectáreas.